# Pierre-Antoine Badaroux
Pierre-Antoine Badaroux (* 1986 in Grenoble) ist ein französischer Musiker (Altsaxophon, Komposition, Orchesterleitung) und Musikproduzent, der sowohl im Bereich des Jazz, der freien Improvisationsmusik und der Neuen Musik hervorgetreten ist. Er lebt in Paris. 

## Leben und Wirken
Badaroux begann im Alter von sieben Jahren eher zufällig mit dem Saxophonspielen und erhielt Unterricht in einer kleinen Musikschule in einem Vorort von Grenoble. Er besuchte dann das Konservatorium in Chambery und ist Absolvent des Conservatoire national supérieur de musique et de danse de Paris.
Seit 2006 arbeitet Badaroux als freischaffender Musiker. Geprägt haben ihn Erfahrungen mit Musikern wie François Raulin, Emmanuel Scarpa, Bruno Ruder, Pierre Borel und Seymour Wright. Mit Axel Dörner, Joel Grip und Antonin Gerbal gründete er das Peeping Tom Quartet, das seit 2009 mehrere Alben vorlegte und an dem Album The Braxtornette Project (2013) beteiligt wurde. Weiterhin gehört er zu Jupiter Terminus (Jean-Luc Guionnet und Antonin Gerbal) und zu Protocluster (Bertrand Denzler, Benjamin Dousteyssier, Antonin Gerbal). Als künstlerischer Leiter der Umlaut Big Band verfolgt er ein ähnliches Konzept wie früher Mathias Rüegg mit dem Vienna Art Orchestra und „schnappt sich Themen oder Persönlichkeiten und baut darum ein orchestersprachliches Programm, das einerseits die Würde der Originale erhält, ihnen aber auch eine Dimension der musikalischen Gegenwart hinzufügt.“ So verantwortete er Produktionen wie Euro Swing, Mary’s Ideas, Nelson’s Jacket oder The King of Bungle Bar, die auch auf Tonträger veröffentlicht wurden.
Außerdem gründete Badaroux zusammen mit Sébastien Beliah das ensemble hodos, eine Formation für zeitgenössische Musik, die sich der Aufführung grafisch notierter Musik widmet und mit Komponisten wie Philip Corner, Jean-Luc Guionnet, Bertrand Denzler, Peter Ablinger und Hannes Lingens zusammenarbeitete. Als Mitglied des Orchestre de Nouvelles Créations, Expérimentations et Improvisations Musicales (ONCEIM) hat er Werke von Eliane Radigue, Peter Ablinger oder John Tilbury uraufgeführt. 
Als Komponist konzentriert Badaroux sich auf die Beziehungen zwischen Klang, Notation und der Rolle des Musikers in einem Ensemble. Seine Composition N°6 veröffentlichte er 2012 bei Umlaut Records. Er unterrichtete Jazz am Konservatorium von Montreuil, aktuell in Lille.
Im Jahr 2007 gründete Badaroux zusammen mit Antonin Gerbal das Plattenlabel Lunar Caustic Records, dessen Veröffentlichungen nun als Serie bei Umlaut Records erscheinen. Er ist als Produzent für die Labels Umlaut Records und Remote Resonator tätig.